# 李宜春 (嘉靖進士)
李宜春（1512年—？），字應元，福建興化府莆田縣人，鹽籍，明朝政治人物。

## 生平
嘉靖十九年（1540年）庚子科福建鄉試第三十一名舉人。嘉靖二十三年（1544年）中式甲辰科會試第三十四名，登第二甲第四十六名進士。

## 家族
曾祖李孟驕；祖父李完，河泊官；父李玉，母黃氏。永感下。弟開春、會春。